# إغناطيوس بطرس الثامن عبد الأحد
إغناطيوس بطرس الثامن عبد الاحد بطريرك الكنيسة السريانية الكاثوليكية. ولد بتاريخ 30 حزيران 1930 في مدينة حلب السورية. تمّ رسامته كاهناً في 17 تشرين الأول 1954، وسيم أسقفاً في 21 حزيران 1997 بوضع يد مثلث الرحمات البطريرك أنطوان حايك. تمّ تنصيبه بطريركاً في 16 شباط 2001. وفي 2 شباط 2008 تمّ قبول استقالته وخلفه البطريرك إغناطيوس يوسف الثالث يونان. توفي البطريرك إغناطيوس بطرس الثامن عبد الأحد في القدس في 4 نيسان 2018.